# Anonychomyrma froggatti
Anonychomyrma froggatti är en myrart som först beskrevs av Auguste-Henri Forel 1902.  Anonychomyrma froggatti ingår i släktet Anonychomyrma och familjen myror. Inga underarter finns listade i Catalogue of Life.